# アンダーソン–ダーリング検定
アンダーソン–ダーリング検定（アンダーソン–ダーリングけんてい、英: Anderson–Darling test）は統計学における仮説検定の一種である
。有限個の標本が帰無仮説で提示された分布と異なっているかどうかを調べるために用いられる。同様の検定としてコルモゴロフ–スミルノフ検定（KS検定）があるが、アンダーソン–ダーリング検定では、分布の裾での一致性（テール分布の一致性）がより強く反映されるため、金融分野などのテールリスクが重要なモデルの検定に使われる。他方、KS検定と異なり、帰無仮説の分布によって統計量の基準値が変わることに注意が必要。

## 検定統計量
{\displaystyle \{X_{1}<\cdots <X_{n}\}}を標本データ（ただし昇順にソート済み）とし、帰無仮説の与える分布を{\displaystyle F}とする。このとき検定統計量{\displaystyle A} は、
{\displaystyle A^{2}=-n-S\,,}
ただし
{\displaystyle S=\sum _{j=1}^{n}{\frac {2j-1}{n}}\left[\ln(F(X_{j}))+\ln \left(1-F(X_{n+1-j})\right)\right]}
で与えられる。

## 正規性検定
まず帰無仮説で与える分布{\displaystyle F(x)}（ここでは正規分布を仮定している）を求める必要がある。この際、(1)平均・分散とも既知、(2)分散は既知、平均は未知、(3)平均は既知、分散は未知、(4)平均・分散とも未知、の4ケースが考えられるが、それぞれのケースによって検定量の棄却域が変わることに注意。
次に検定量{\displaystyle A^{2}}を上述の式に従って求める。平均・分散とも未知のケース（上記ケース(4)）の場合、修正統計量として{\displaystyle {A^{*}}^{2}=A^{2}(1+4/n-25/n^{2})}を用いることがある。
次に検定量{\displaystyle A^{2}}（または{\displaystyle {A^{*}}^{2}}）を基準値CVと比較する。基準値CVは(n>5のとき)次の数表で与えられる

。
| 有意水準 | ケース(1) | ケース(2)* | ケース(3) | ケース(4) |
| -------- | --------- | ---------- | --------- | --------- |
| 15%      | 1.610     | ?          | ?         | 0.576     |
| 10%      | 1.933     | 0.908      | 1.760     | 0.656     |
| 5%       | 2.492     | 1.105      | 2.323     | 0.787     |
| 2.5%     | 3.070     | 1.304      | 2.904     | 0.918     |
| 1%       | 3.857     | 1.573      | 3.690     | 1.092     |

(*) ケース(2)の数値は分布が非対称な場合。
ケース(4)でn>8の場合については、修正前のA2に対するCVとして、以下に示す近似公式が与えられている
。
{\displaystyle CV=K_{\alpha }/\left(1+{\frac {0.75}{n}}+{\frac {2.25}{n^{2}}}\right).}
| 有意水準{\displaystyle \alpha } | 10%   | 5%    | 1%    |
| ------------------------------- | ----- | ----- | ----- |
| {\displaystyle K_{\alpha }}     | 0.631 | 0.752 | 1.035 |

{\displaystyle A^{2}>CV}または{\displaystyle A^{*2}>CV}のとき帰無仮説は棄却される。すなわち、標本分布は正規分布F(x)とは異なる可能性が示唆される。
正規分布以外の検定については、ことなる基準値が適用されることに注意。